# Long Island (Maine)
Long Island è un centro abitato (town) degli Stati Uniti d'America, situato nella Contea di Cumberland nello Stato del Maine. Nel censimento del 2010 la popolazione era di 230 abitanti.

## Geografia fisica
Secondo i rilevamenti dell'United States Census Bureau, la località di Long Island si estende su una superficie di 86,32 km².